# 極東建設
極東建設為一家韓國建設工程公司，1947年成立時稱英國建設公司，創始人為金用山，1953年再次成立改稱極東建設。公司總部位於忠清南道公州，首爾中區設有辦事處。在菲律賓、柬埔寨、越南、馬來西亞等地設有分公司。
該公司參與建設的知名工程有首爾市民會館（韓語：서울시민회관）、大然閣飯店、首爾地鐵1號線、吉隆坡雙峰塔、臺灣中山高速公路三重中壢段等工程。
1971年，該公司在首爾自建經營的大然閣飯店發生歷史性的大火，是當時單一建築物死亡人數最多的火災。

## 外部連結
- 극동건설 홈페이지 （页面存档备份，存于）
- 극동스타클래스 브랜드 홈페이지 （页面存档备份，存于）